# Lasioglossum spodiozonium
Lasioglossum spodiozonium är en biart som först beskrevs av Joseph Vachal 1894.  Lasioglossum spodiozonium ingår i släktet smalbin, och familjen vägbin. Inga underarter finns listade i Catalogue of Life.